# Marpissa sulcosa
Marpissa sulcosa là một loài nhện trong họ Salticidae.
Loài này thuộc chi Marpissa. Marpissa sulcosa được R. W. Barnes miêu tả năm 1958.